# Antonio Delgadillo
General de Brigada Antonio Delgadillo fue un militar mexicano así como Gobernador del Estado de Colima. Nació en Tepic, Nayarit, en 1881. Militar Federal que defendió al Gobierno de Porfirio Díaz contra las fuerzas maderistas. Posteriormente apoyó a Victoriano Huerta contra los constitucionalistas y ocupó la Gubernatura de Colima del 14 de enero al 20 de julio de 1914; durante su mandato ocurrió la Ocupación norteamericana de Veracruz, con graves repercusiones en el puerto de Manzanillo: mandó incendiar el muelle del puerto para obstaculizar su invasión. Huerta lo ascendió a General de Brigada en marzo de 1914. Fue fusilado ese mismo año en Poncitlán, Jalisco, por fuerzas Obregoncistas. 